# David R. Ellis
David R. Ellis (8 de Setembro de 1952 - 7 de Janeiro de 2013), foi um diretor americano de cinema e ex-dublê. Ficou conhecido por realizar os filmes: Homeward Bound II: Lost in San Francisco, Final Destination 2, Celular: um grito de socorro, Serpentes a Bordo, Asylum, The Final Destination e Shark Night.